# Croton stellatoferrugineus
Croton stellatoferrugineus är en törelväxtart som beskrevs av Caruzo och Inês Cordeiro. Croton stellatoferrugineus ingår i släktet Croton och familjen törelväxter. Inga underarter finns listade i Catalogue of Life.